# Гижино
Ги́жино (карел. Hidniem) — старинная деревня в составе Михайловского сельского поселения Олонецкого национального района Республики Карелия.

## Общие сведения
Расположена на юго-восточном берегу озера Лоянского озера.

## Население
| 2002 | 2009 | 2010 | 2013 |
| ---- | ---- | ---- | ---- |
| 6    | ↘1   | →1   | →1   |